# Cazadores de viento

## Origen
Las trampas cazadoras de viento son un sistema de extracción de agua ideado por Frank Herbert en su saga de ciencia ficción Dune. Este sistema era necesario para poder explicar la vida humana en un planeta desierto, en el que el tesoro más preciado es el agua, además de la especia melange.

## Funcionamiento
Básicamente, consiste en un sistema de filtrado de aire y precipitación por condensación. El cazador de viento permite la entrada de aire por uno de sus extremos y lo filtra de polvo y arena. 
Posteriormente el aire pasa a través de placas de cristal de cromo que se mantienen frías en todo momento, de modo que la escasa agua se condensa sobre ellas y se precipita hasta los recolectores, donde se almacena hasta su uso.
- Datos: Q5492693